# LDL (Videoformat)

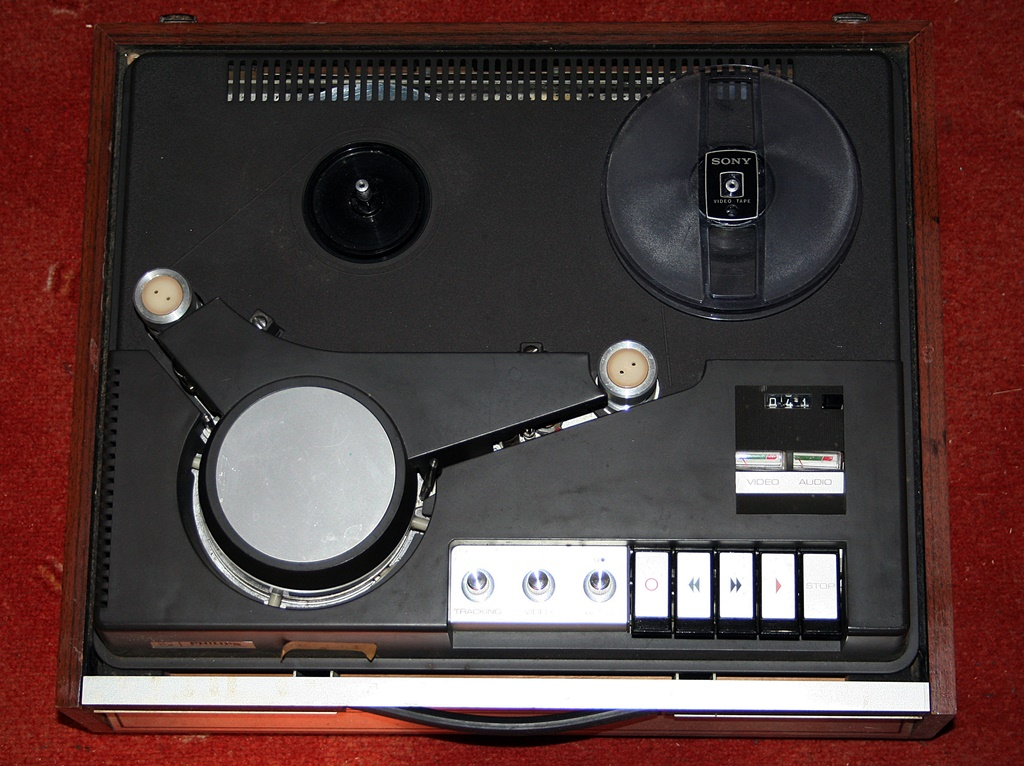
Videorekorder Philips LDL 1002

LDL ist ein analoges Videoformat, das 1968 von Philips für den Heimanwendermarkt konzipiert wurde. Es unterstützte Schwarzweiß-Aufnahmen mit einer Videobandbreite von etwa 2,2 MHz. Die Aufzeichnung erfolgte erstmals auf einem nur ½ Zoll (1,27 cm) breiten Band und ohne umgebende Kassette. Bei Verwendung von 450-m-Bandspulen konnten 45 Minuten Bild und Ton aufgezeichnet werden. Das erste Schwarzweiß-Videoformat war bereits 1956 von Ampex entwickelt worden.

## Entwicklungsgeschichte
1969 präsentierte Philips auf der 26. Funkausstellung in Stuttgart und der Hannover-Messe den Videorekorder LDL 1002 sowie den baugleichen Typ LDL 1000 mit einfacherem Gehäuse; auch Grundig brachte ein baugleiches Modell unter dem Namen BK 100 auf den Markt. Durch Gerätepreise unter 2000 DM wurde das Aufzeichnen von Fernsehsendungen somit erstmals auch für Heimanwender erschwinglich.
In Design, Größe und Gewicht entsprachen die Videorekorder etwa den damaligen Tonbandgeräten. Die Bedienung war für den Heimgebrauch relativ einfach gehalten; so erfolgte z. B. die Aussteuerung von Bild und Ton durch zwei Pegelregler. Mit einem solchen Rekorder konnten dann die Signale direkt vom Fernsehempfänger aufgezeichnet werden; dazu war ein Adapter erforderlich – wahlweise für die Fernsehnorm PAL oder das amerikanische Fernsehsystem NTSC. Ferner war es nötig, jeweils zu Beginn der Wiedergabe noch die Spurlage anzupassen.
Für eine Bildaufzeichnung benötigt man jedoch im Vergleich zu einer reinen Tonaufzeichnung grundsätzlich eine bedeutend größere Bandbreite. Daher stellen sich für Videorekorder ungleich höhere Anforderungen an das Aufzeichnungsverfahren: Denn entweder müsste das Band an den bei Tonbandgeräten üblichen starren Aufnahme- bzw. Wiedergabeköpfen ebenfalls um ein Vielfaches schneller vorbeigeführt werden, woraus jedoch eine Bandgeschwindigkeit von ca. 5 m/s resultieren würde. Oder es ergibt sich daraus – wenn dies nicht zuletzt auch aus wirtschaftlichen Gründen vermieden werden soll – das Erfordernis einer höheren Aufzeichnungsdichte. Diesem Zweck diente die Entwicklung des sogenannten Schrägspur-Aufzeichnungsverfahrens mit zwei rotierenden Videoköpfen, wodurch eine Transportgeschwindigkeit des Bandes von 18,48 cm/s ausreichend ist. Durch die Rotation der Kopftrommel ergibt sich aber eine Relativgeschwindigkeit zwischen Band und Kopf von 8,08 m/s. Dabei ist die Kopftrommel halb, also zu 180°, vom Band umschlungen. Das Schrägspurverfahren war zwar schon 1961 vom Unternehmen Ampex vorgestellt worden, allerdings für 2 Zoll (5,08 cm) breite Bänder.
Eine technische Besonderheit sind die beiden über eine magnetische Kupplung vom Capstanmotor angetriebenen Bandteller. Die Kopftrommel wird über einen Flachriemen angetrieben und mittels Wirbelstrombremse auf Solldrehzahl heruntergebremst.
Die LDL-Geräte waren die technischen Vorgänger des ersten VCR-Videorekorders mit Kassette, des Philips N1500; er kam 1971 auf den Markt. Sein Format gilt als erstes kommerziell erfolgreiches Video-Kassettenformat für den Heimgebrauch.